# Kia Niro
Kia Niro (укр. Кіа Ніро) — автомобіль типу кросовер, що виготовляється Південно-Корейським автовиробником Kia Motors з травня 2016 року. Перший кросовер Kia з гібридним приводом. Крім звичайної гібридної версії наявні повністю електрична версія та Plug-in-Hybrid, що заряджається від звичайної розетки. Друге покоління Kia Niro буде представлено на фото в Сеулі 25 листопада 2021 року на Сеульському автосалоні.

## Перше покоління (DE; 2016-2021)

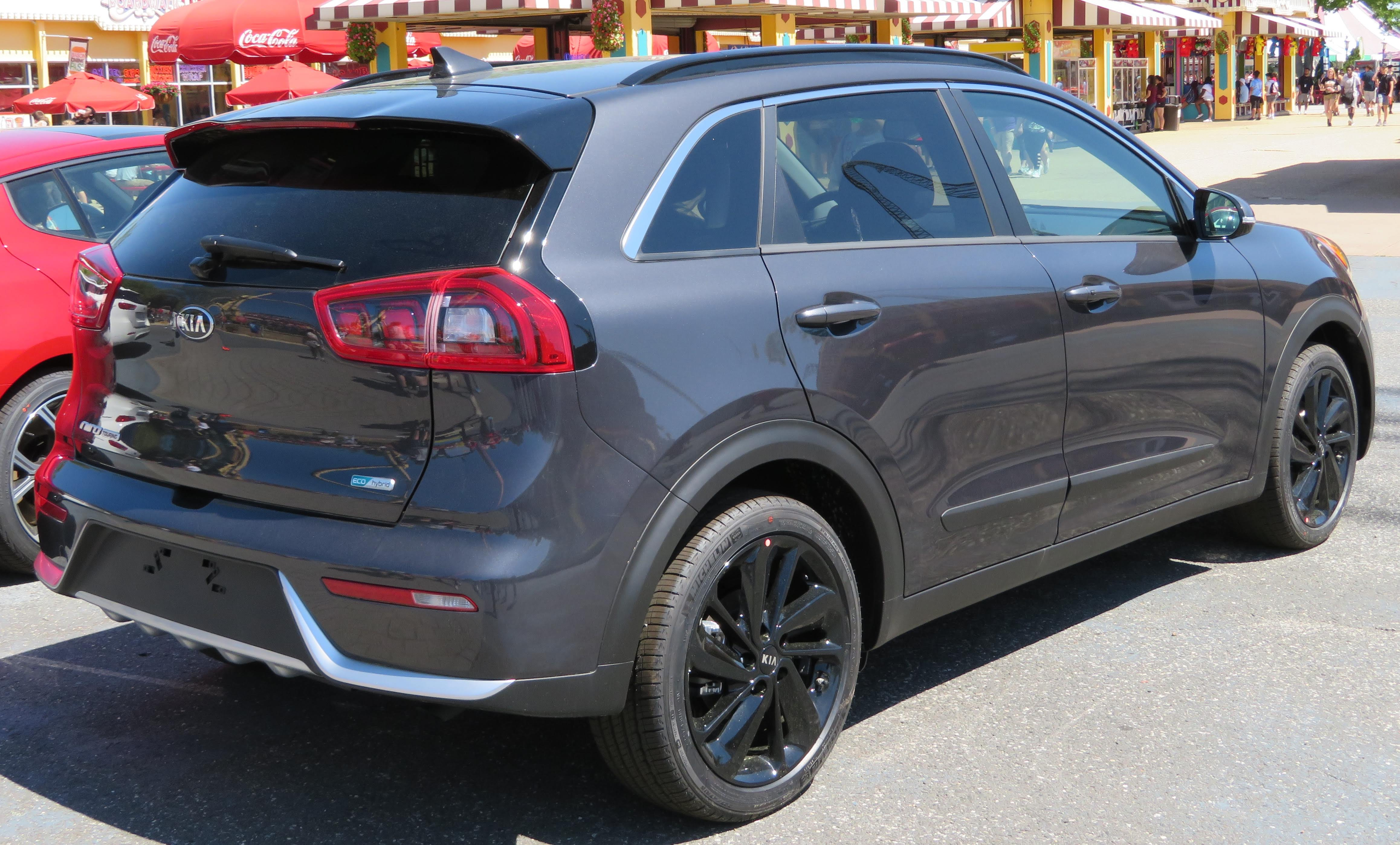
Kia Niro

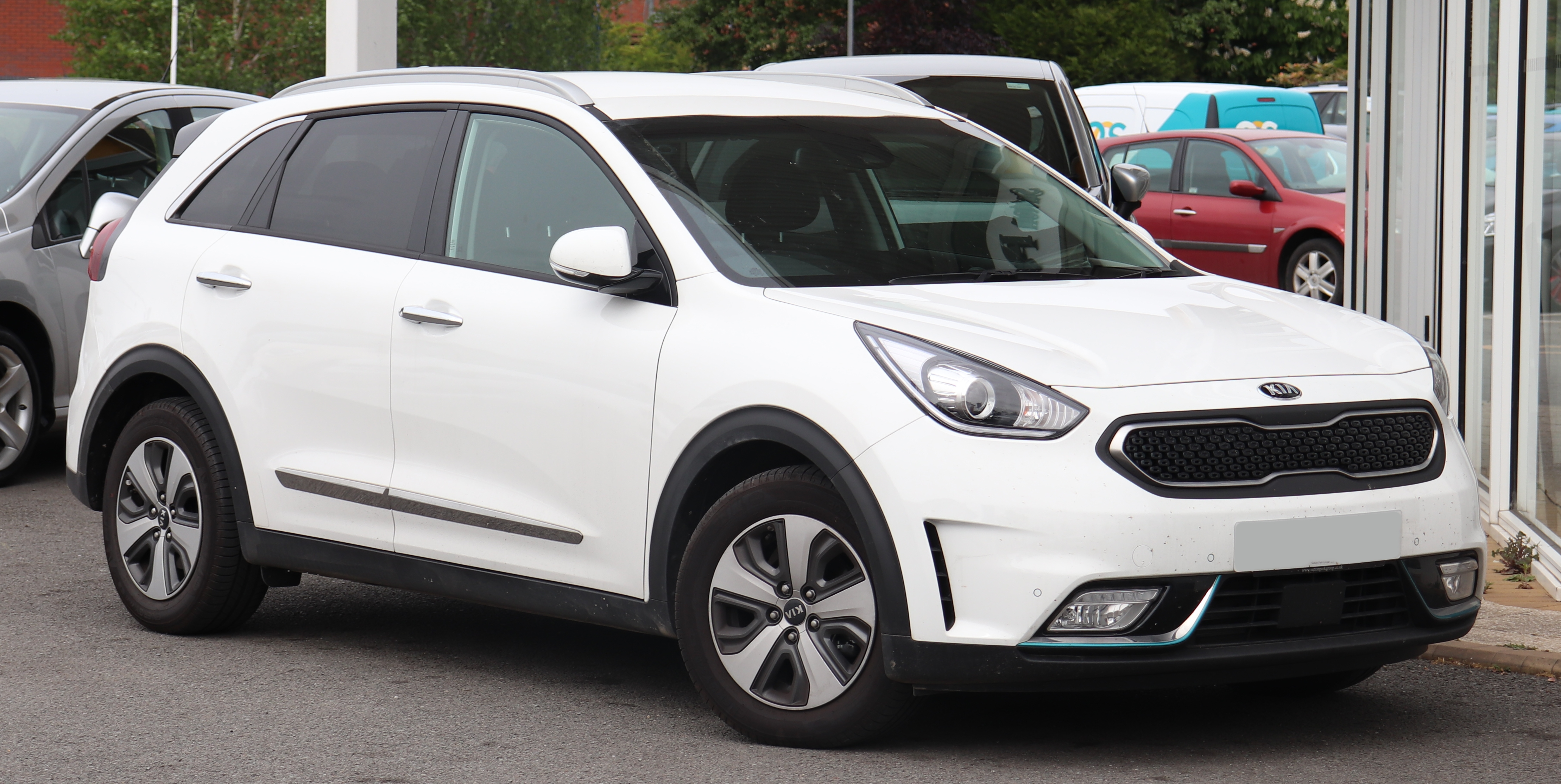
Kia Niro Plug-in Hybrid

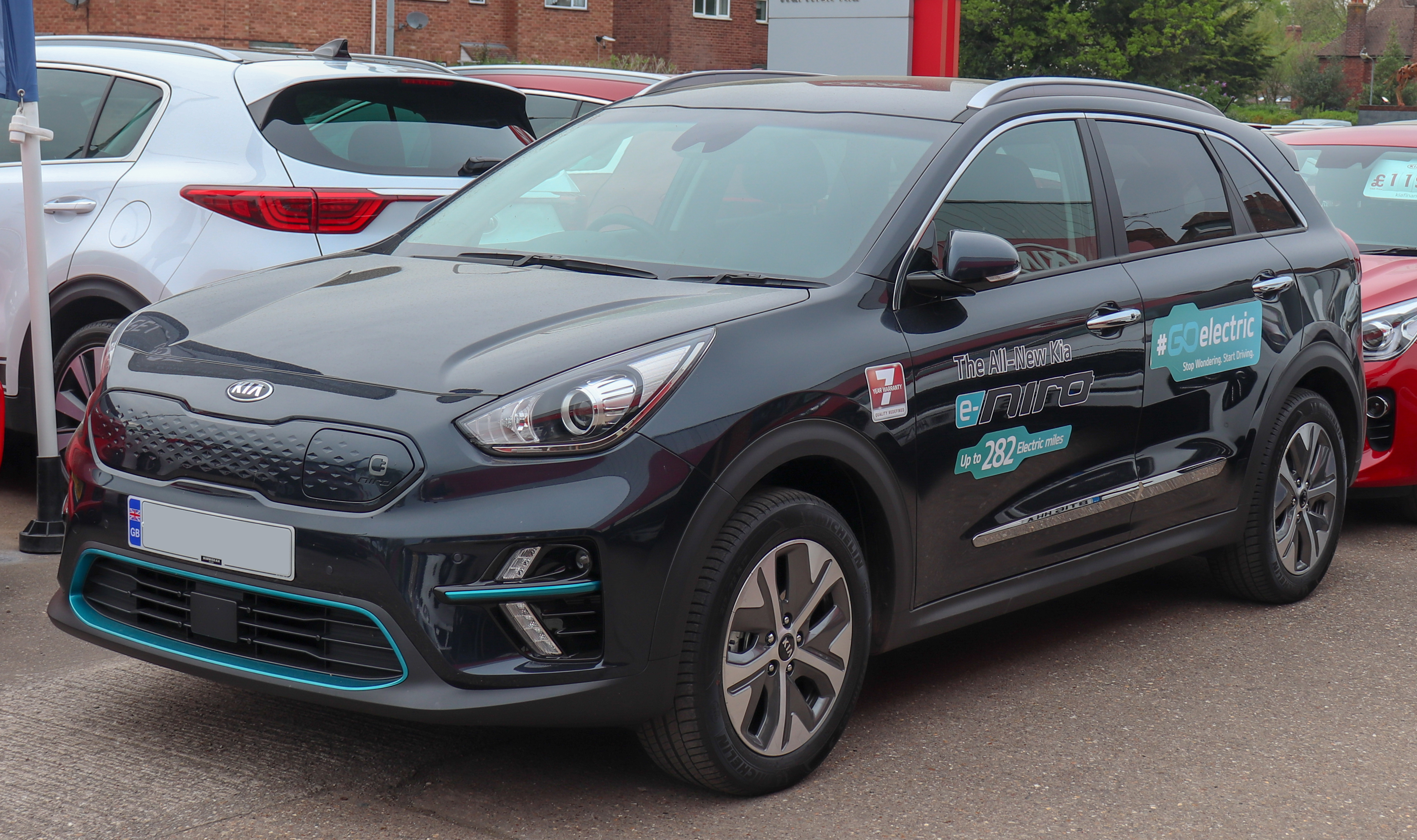
Kia Niro EV

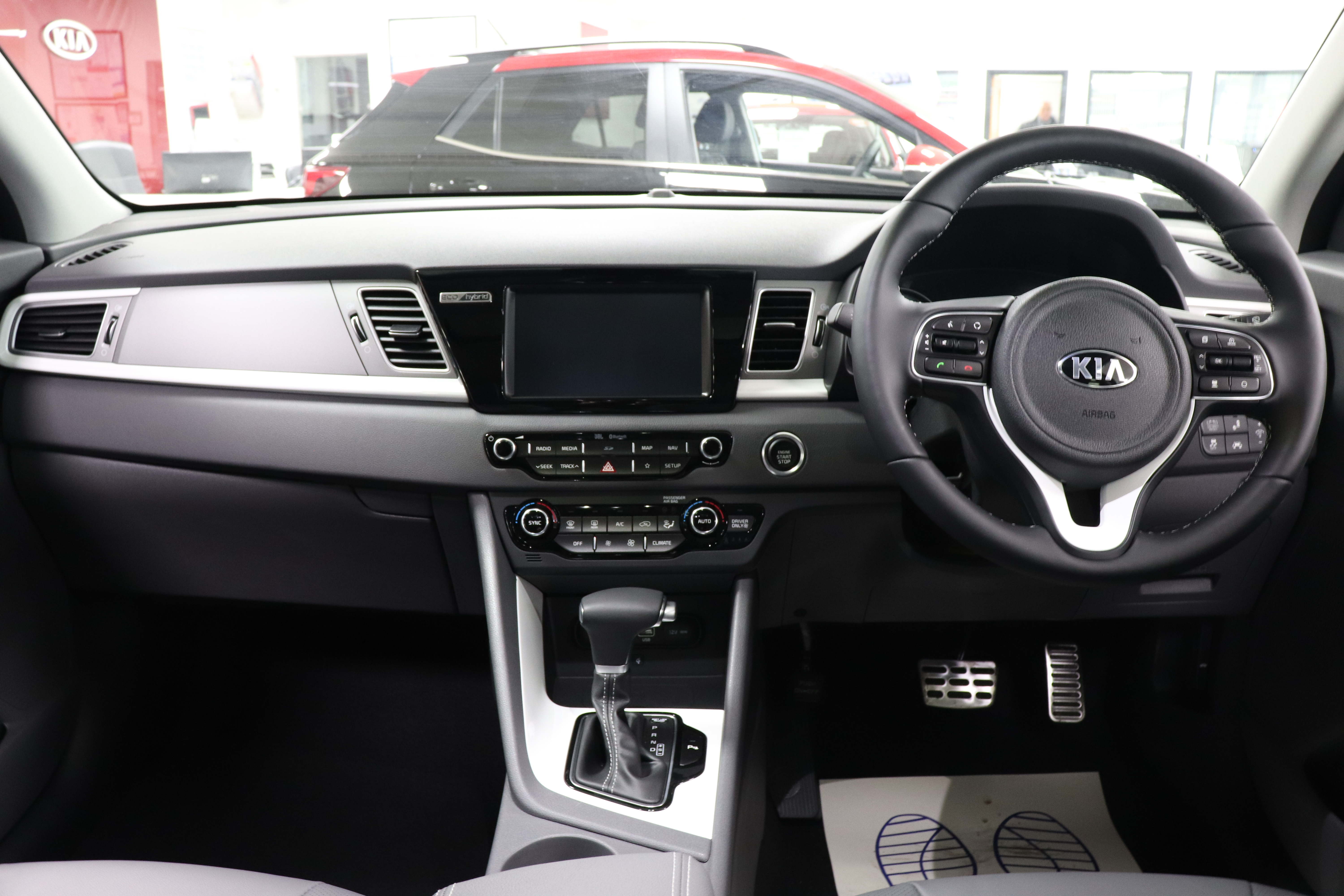
Салон Kia Niro

В основі КІА Ніро лежить така ж платформа, яка використовувалася при створенні гібридної моделі спорідненої марки — Hyundai Ioniq. Що ж до габаритних розмірів, то довжина Ніро дорівнює 4355 мм, ширина становить 1800 мм, а висота — 1535 мм.
Автомобіль приводиться в рух від бензинового двигуна з чотирма циліндрами, що працює в циклі Аткінсона об'ємом 1,6 літра GDI, потужністю 105 к.с. при 5700 об/хв, максимальним обертовим моментом 146 Н·м при 4000 об/хв, який працює з електричним двигуном з потужністю 45 к. с. (32 кВт) і максимальним обертовим моментом 169 Н·м і літій-іонним акумулятором місткістю 1,56 кВт·год. Сумарна потужність гібридного силового агрегату становить 141 к. с. та 265 Н·м. Середня витрата палива на 100 км пробігу заявлений виробником на рівні 4,7 літра.
Залежно від комплектації, головна оптика може бути галогенною або ксеноновою. Задня світлодіодна оптика використана вже в «базі». У максимальній комплектації Prestige кросовер має 18-дюймові легкосплавні диски, простіші модифікації задовольняються 16-дюймовими колесами.
Автомобіль обладнаний повним комплектом сучасних систем безпеки, однак уваги заслуговує і мультимедійний комплекс з 7-дюймовим дисплеєм і підтримкою функцій Apple CarPlay і Android Auto. Крім того, автомобіль оснащений системою, яка може підказати водієві, коли слід розігнатися і як гальмувати, для досягнення низьких показників витрати палива, що для гібрида дуже важливо.
У грудні 2016 року, Ніро була офіційно представлена в Книзі рекордів Гіннеса як найбільш економний гібрид, за результатами подорожі з Лос-Анджелеса в Нью-Йорк.
У 2018 році з'явилася версія автомобіля з можливістю підзарядки батареї (Niro Plug-in Hybrid), обсяг якої збільшився до 8,9 кВт·год.
Версія на акумуляторі пропонується під назвою e-Niro з 2019 року. На вибір пропонується два акумулятори з різною місткістю: зі стандартним акумулятором 39,2 кВт·год автомобіль має запас ходу по циклу WLTP 289 км, а з більшим акумулятором на 64 кВт·год для великої дальності він становить 455 км. З 2022 року Niro EV отримав стандартний 10,25-дюймовий сенсорний екран та звукову систему від Harman Kardon.
Камера заднього виду входить у стандартну комплектацію Kia Niro 2020 року. Доступні функції активної безпеки включають попередження при лобовому зіткненні, автоматичне екстрене гальмування, моніторинг сліпих зон, парктроніки, допомогу в утриманні смуги руху, допомогу при зміні смуги руху, моніторинг стану водія і адаптивний круїз-контроль.
У 2021 році Kia додала сповіщення про присутність пасажира на задньому сидінні у стандартну комплектацію Niro. 

### Niro Plus
Kia представила Kia Niro Plus 3 травня 2022 року. Випущений у Південній Кореї з другої половини 2022 року Niro Plus є новим варіантом Niro, який максимізує простір у борту за рахунок збільшення висоти автомобіля на 80 мм і на використання тонших посадочних місць. Загальна довжина також збільшується на 10 мм. Простір для ніг другого ряду розширили на 28 мм за рахунок регулювання положення сидінь другого ряду. Крім того, у моделі таксі було застосовано додаткове електроприводне сидіння та функцію нахилу сидіння водія та зниження висоти підголівника сидіння водія на 43 мм. 
Вбудований універсальний дисплей для моделі таксі включає навігацію, таксометр, цифровий тахограф і розпізнавання голосу.  Універсальний дисплей із технологією AI Assistant, пов’язаною з навігаційною системою, повідомляє про рівень заряду батареї в пункті призначення або пропонує маршрут через зарядну станцію, якщо заряду батареї недостатньо. На відміну від Niro другого покоління, Niro Plus збирається компанією Donghee у Сосані, провінція Південний Чхунчхон, яка також виготовляє Morning, Ray і Stonic.

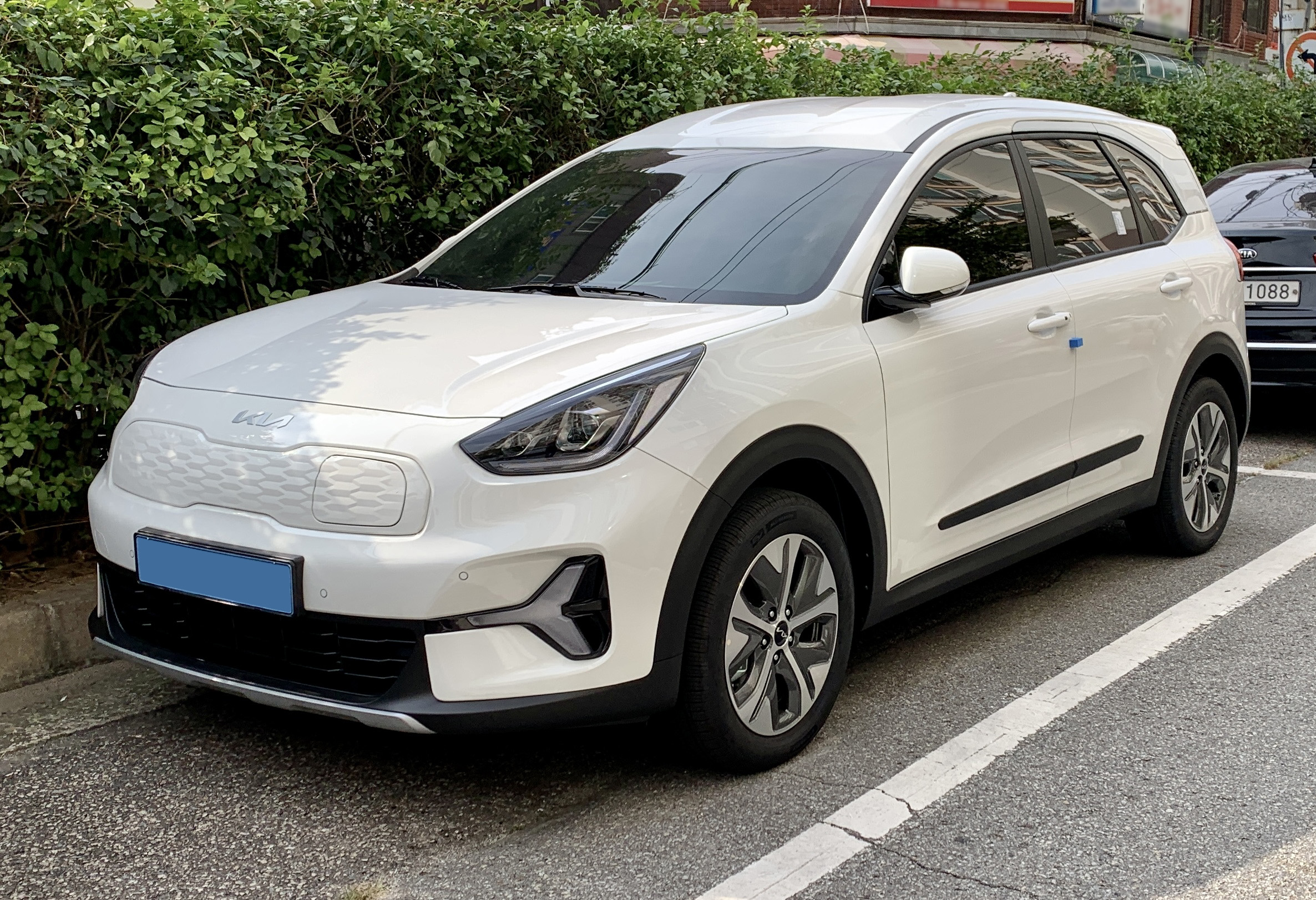
Kia Niro Plus

Пропонуються два варіанти: Niro Plus Taxi (спеціально призначений для водіїв таксі і доступний лише в BEV) і Kia Niro Plus (пропонується всім типам клієнтів і доступний у HEV, PHEV і BEV), а останній буде експортуватися за кордон. 

### Двигуни
hybrid:
- 1.6 L Kappa II GDi I4

plug-in hybrid:
- 1.6 L Kappa II GDi I4

електромобілі:
- 130  к.с. (39.2 kWh, EV)
- 200 к.с. (64 kWh, EV)

## Друге покоління (SG2; 2021)

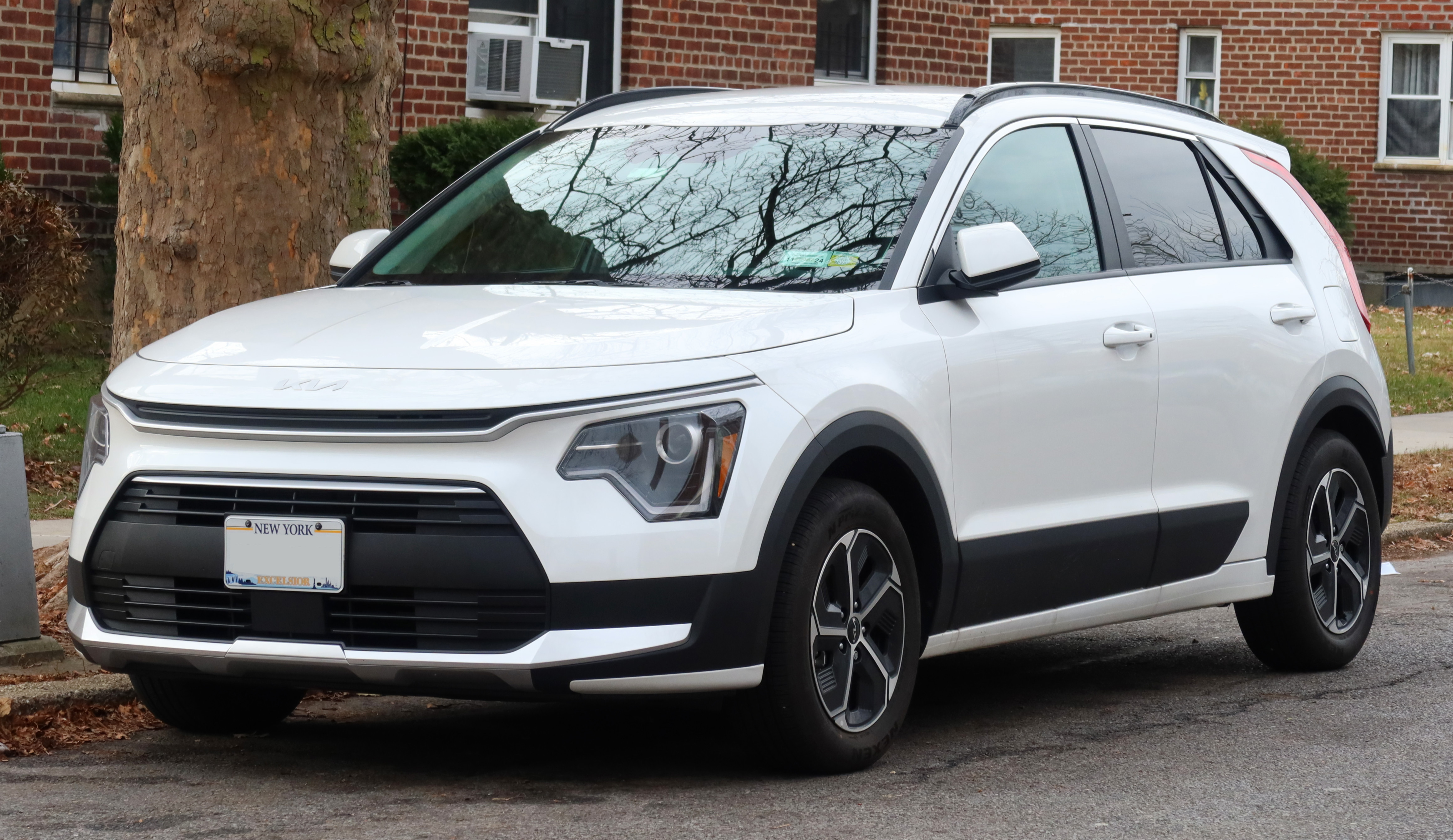
Kia Niro Hybrid SG2

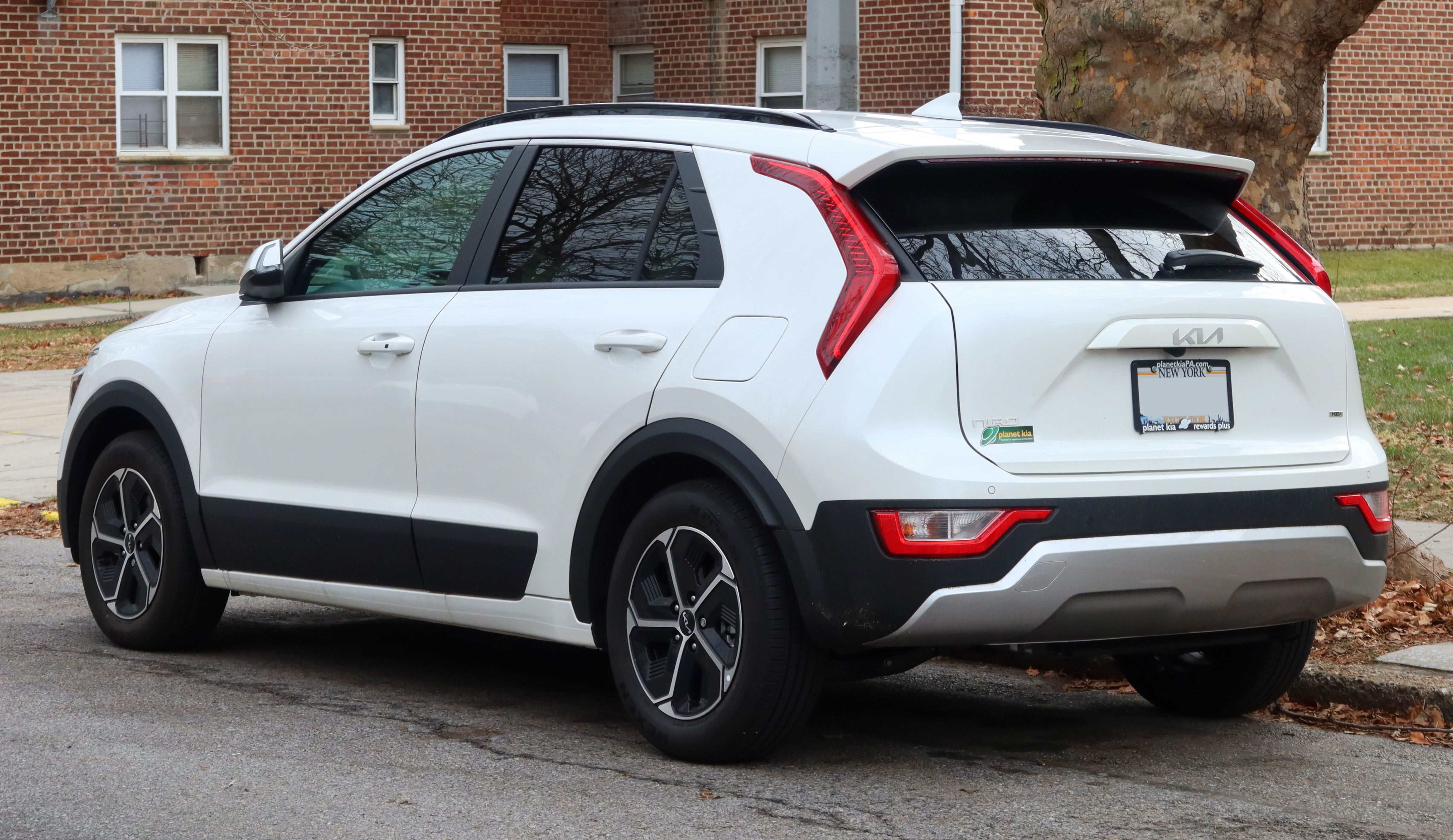
Kia Niro Hybrid SG2

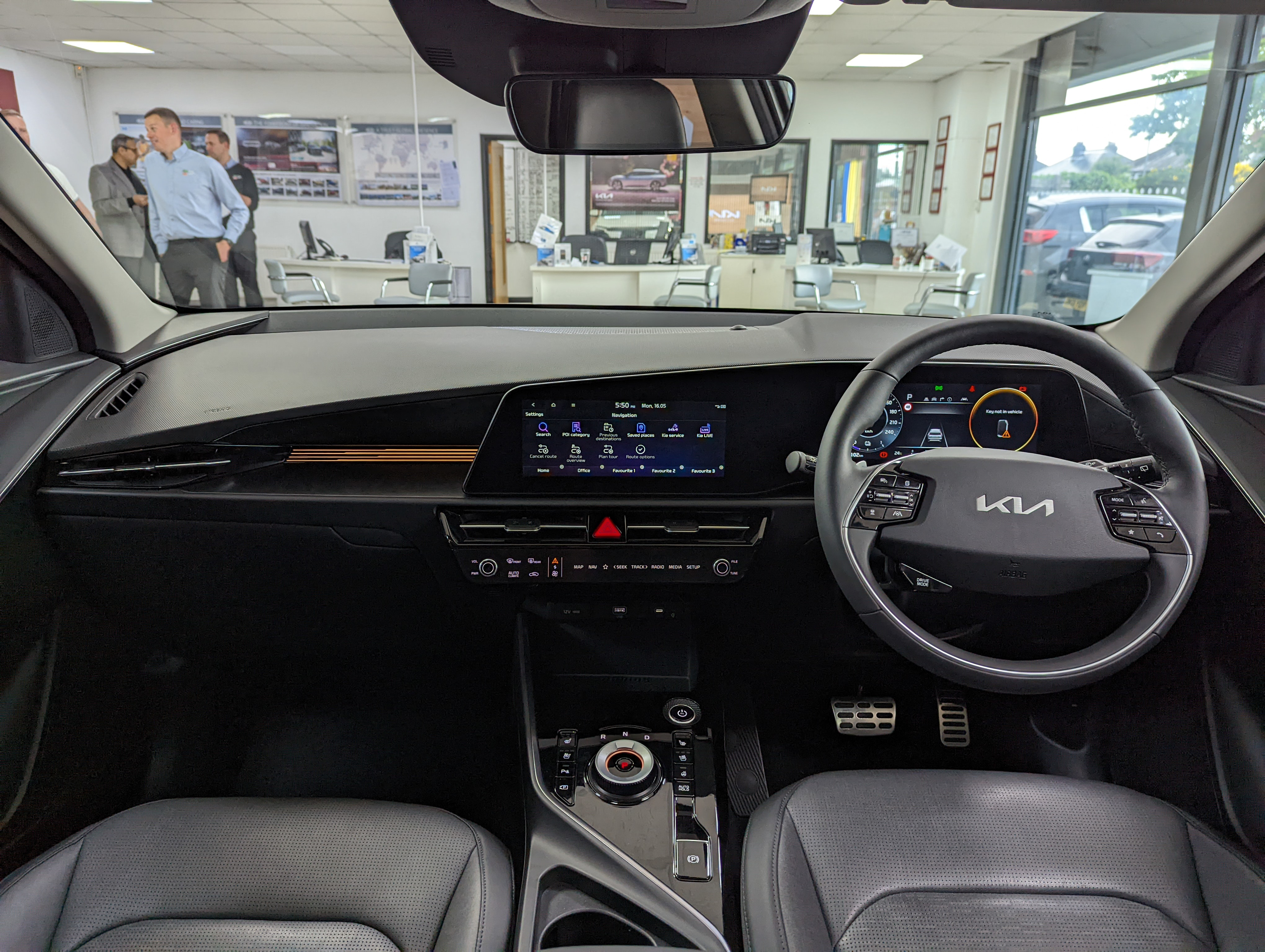

Друге покоління Niro було випущено на виставці мобільності в Сеулі 25 листопада 2021 року. Передня частина розширила дизайн Tiger Face від капота до крила. Збоку була встановлена стійка C, інтегрована з заднім комбінованим світлодіодним ліхтарем у формі бумеранга, а ззаду — вертикальний світлодіодний задній комбінований ліхтар. В інтер'єрі на стелі автомобіля були використані перероблені волокна, а до дверної панелі додана водоемульсійна фарба без бензолу, толуолу та ксилолу. У листі біо штучної шкіри були використані волокна, виготовлені із сировини, видобутої з листя евкаліпта.
Kia Niro 2023 представлений у версії гібрида, плагін-гібрида та електромобіля. 

### Двигуни
hybrid:
- 1.6 L Smartstream G1.6 GDi I4

plug-in hybrid:
- 1.6 L Smartstream G1.6 GDi I4

електромобіль:
- 201 к.с. (64.8 kWh, EV)

## Продажі
| рік  | США    |
| ---- | ------ |
| 2017 | 27,237 |
| 2018 | 28,232 |
| 2019 | 24,467 |